# Пеплум
Пе́плум  (англ. peplum; а також sword & sandal — «меч і сандалі») — жанровий різновид історичного фільму, який має значні відмінності від інших історичних фільмів. Насамперед тематика цих фільмів характеризуються зображенням подій зі стародавньої історії — Стародавній Рим, Стародавня Греція, Стародавній Єгипет, Вавилон, біблійні історії, давні легенди. Крім цього фільми-пеплуми не намагаються переконливо зобразити історичну епоху. Вони відрізняються епохальністю, широкомасштабністю зображення батальних та інших сцен, панорамною зйомкою, великою кількістю масовки. Такі фільми тривають дві години і більше.

## Назва
Словом «пеплум», «пеплюм» (лат. peplum) у Стародавньому Римі звали жіночі плащі або довгі туніки, аналогічні давньогрецьким пеплосам. Щодо історичних фільмів цей термін (разом зі «sword & sandal») первісно вживався кінокритиками, надалі був підхоплений і шанувальниками цих фільмів, повторивши тим самим долю термінів «спагеті-вестерн» і «Пристрель їх» (англ. Shoot 'Em Up). Італійський режисер Вітторіо Коттафаві називав цей жанр «неоміфологією» (італ. Neo-Mitologia).

## Історія жанру
У кіно жанр пеплуму прийшов з Італії, де ще в 1910 році Енріко Ґуаццоні зняв фільм «Брут». Потім пішла ціла низка фільмів, найвідоміші з яких: «Марк Антоній і Клеопатра» (Ґуаццоні), «Останні дні Помпеї» (Ґалон), «Кабірії» (Пастроне). У той же час пеплуми стають надзвичайно популярними і в США. Тут знімають «Нетерпимість» (Гріффітс) і «Цар царів» (Де Мілль). Природно, що фільми були зняті наживо, без будь-яких технічних прийомів та ефектів — їх просто ще не було.

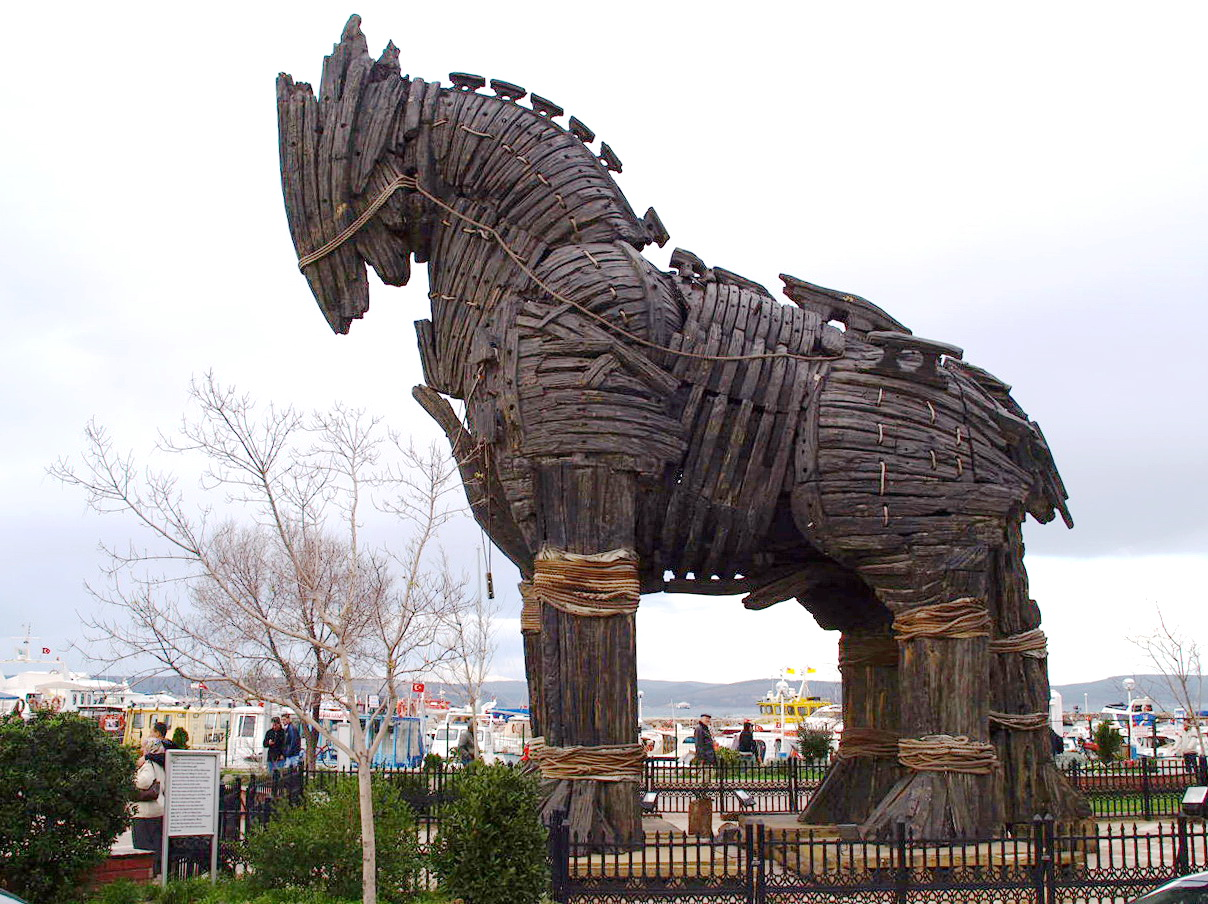
Макет «троянського коня» з фільму «Троя» це один з технічних прийомів, застосовуваних у наш час у зйомках.

У 20-30-і роки в Америці пеплуми знімає Де Мілль, в Італії — тривала війна, тому кінематограф цієї країни переживав роки занепаду. Після її остаточного завершення найкращі італійські режисери взялися за реставрацію кінематографа. Це спровокувало нову хвилю інтересу до пеплумів. В Італії знову з'являються на екранах адаптації античних сюжетів. У США тим часом знімаються фільми, що стали згодом класикою жанру пеплума. Це, по-перше, фільми Роберта Вайза, Жака Турнера, Рауля Волша, Річарда Флейшера, Роберта Олдріча, Джона Г'юстона. Тут вибір сюжетів був досить великий. Були залучені біблійні персонажі, історичні особи і вигадані герої. Попри все це, пеплуми в 50-60-ті роки мали колосальний успіх. Цей час став золотою епохою пеплумів, як в італійському, так і в американському кінематографі. В цей період Сесіль Де Мілль знімає знамениті «Десять заповідей» (1956), які мали шалений успіх у прокаті та досі вважаються взірцевим фільмом на дану тематику. Вершиною ж популярності пеплумів по праву є володар 11 «Оскарів» — фільм «Бен-Гур» (1959) Вільма Вайлера, що став одним з найдорожчих фільмів того часу і входить в списки найкращих кінокартин за всю історію кіно. Знаковим пеплумом був також «Спартак» (1960) Стенлі Кубрика, який завоював любов глядачів зокрема у колишньому Радянському Союзі. Неймовірно дорога, навіть за голлівудськими стандартами, картина Джозефа Манкевича «Клеопатра» (1963), хоча й зібрала чималу суму у прокаті, отримала суперечливі відгуки як критиків, так і глядачів, а провальний у прокаті «Падіння Римської імперії» (1964) Ентоні Манна знаменували собою остаточний спад попиту на пеплуми.
Починаючи з фільму Тінто Брасса «Калігула» (1979) у пеплумах з'являються еротичні сцени, згодом випускають навіть стрічки порнографічного змісту.
Варто відзначити, що значна популяризація жанру пеплум відбулась на 90-ті роки XX ст. із виходом на екрани кінострічки «Хоробре серце». У 1996 році фільм «Хоробре серце» був висунутий на 10 номінацій премії «Оскар» 1995 року і виграв 5 з них — «Найкращий фільм», «Найкраща режисерська робота», «Найкраща операторська робота», «Найкращий звуковий монтаж», «Найкращий грим». Фільм приніс 2 статуетки Оскара режисерові та виконавцю головної ролі — Мелу Гібсону, який ще неодноразово повертався до даної тематики. Після Успіху даної кінострічки, виходить цілий ряд історичних фільмів у жанрі пеплум таких як: «Сага про вікінгів» 1996 р., «Перший лицар»1996 р., «13 воїн»1999 р., «Жанна д'Арк» 1999 р. Крім того, даний жанр перейшов і на телеекрани у вигляді таких серіалів як: «Легендарні подорожі Геркулеса», «Ксена: принцеса-воїн» та мінісеріалів: «Одіссея»1997 р., «Ноїв Ковчег»1998 р., «Мерлін»1998 р., «Клеопатра»1999 р..
Вважається, що відродження жанру пеплуму у XXI ст. почалось із кінокартини «Гладіатор» (2001), після чого були створені ще кілька неопеплумів, таких, як «Троя» (2004), «Александр» (2004) та інші. Пеплуми знімаються переважно у США, але варто відзначити іспанський фільм «Агора» (2009), та польський «Quo vadis?» (2001) — екранізацію роману Генрика Сенкевича.

## Представники жанру

### Класичні
- Єгиптянин (1954)
- Десять заповідей (1956)
- Бен-Гур (1959)
- Ірод Великий (1959)
- Останні дні Помпеї (1959)
- Спартак (1960)
- Колос Родоський (1961)
- 300 спартанців (1962)
- «Клеопатра» (Джозеф Манкевич, 1963)
- Падіння Римської імперії (1964)
- Даки (1966)

### Сучасні
- Гладіатор (2000)
- Римська імперія. Август (2003)
- Спартак (2004)
- Страсті Христові (2004)
- Троя (2004)
- Олександр (2004)
- 300 спартанців (2007)
- Останній легіон (2007)
- Агора (2009)
- Центуріон (2010)
- Бен-Гур (2010)
- Орел IX легіону (2011)